# Bernd Hubert
Bernd Hubert (* 18. Februar 1952) ist ein ehemaliger deutscher Fußballspieler. Für die BSG Chemie Leipzig und die Chemie Böhlen spielte er in den 1970er und 1980er Jahren in der DDR-Oberliga, der höchsten Spielklasse im DDR-Fußball.

## Sportliche Laufbahn
Bevor Bernd Hubert in den höherklassigen Fußball wechselte, spielte er mit der SG LVB Leipzig in der viertklassigen Bezirksklasse Leipzig. Zu Beginn der Saison 1970/71 schloss er sich 18-jährig dem Oberligisten Chemie Leipzig an. Dort wurde er zunächst in der 2. Mannschaft eingesetzt, die in der zweitklassigen DDR-Liga spielte. Dort bestritt Hubert 14 der 30 ausgetragenen Punktspiele und war mit seinen sechs Treffern einer der erfolgreichsten Stürmer der Mannschaft. Im Mai 1971 musste er einen 18-monatigen Wehrdienst in der Nationalen Volksarmee antreten. Ab November 1972 stand er der BSG Chemie Leipzig wieder zur Verfügung und bestritt nun seine ersten Spiele in der Oberliga. Nachdem er zunächst in der Bezirksligamannschaft von Chemie II aufgeboten worden war, kam er am 17. Oberligaspieltag als Einwechselspieler zum ersten Mal in der 1. Mannschaft zum Einsatz. In weiteren sieben Oberligaspielen stand Hubert als Stürmer jeweils in der Startelf. Folglich wurde er für die Saison 1973/74 offiziell für die Oberligamannschaft nominiert. Er wurde zu Saisonbeginn auch in fünf Oberligaspielen eingesetzt, danach spielte er zwischen längeren Pausen nur noch zweimal in der Oberliga. Stattdessen bestritt er mehrere Spiele mit der 2. Mannschaft in der Bezirksliga. Im Sommer 1974 stand Chemie Leipzig als Absteiger aus der Oberliga fest. Doch auch in der DDR-Liga-Saison 1974/75 konnte Hubert in der 1. Mannschaft nicht Fuß fassen. Er kam nur auf vier Punktspieleinsätze mit zwei Toren und bestritt auch nur zwei der acht Aufstiegsspiele, in denen Chemie sich den Wiederaufstieg sicherte. Hubert spielte wieder hauptsächlich in der Bezirksliga, wo er sich in der 2. Mannschaft als Torjäger hervortat. In der Oberligasaison 1975/76 konnte er seine Einsätze deutlich steigern. Bei den 26 Punktspielen wurde er 16-mal aufgeboten, wobei er in zehn Begegnungen in der Startelf stand. Mit nur einem Tor hatte er aber diesmal seine schlechteste Trefferbilanz in der 1. Mannschaft. Nach nur einer Spielzeit musste Chemie Leipzig 1976 erneut absteigen. Hubert verließ daraufhin Leipzig und wechselte zum DDR-Ligisten Chemie Böhlen. Dieser schaffte in der Saison 1976/77 den Aufstieg in die Oberliga, bei dem Hubert mit Einsätzen in allen 28 Punkt- und Aufstiegsspielen und mit 17 Toren beteiligt war. Auch in der Oberligasaison 1977/78 bestritt er alle Punktspiele und wurde mit sechs Treffern zweitbester Torschütze der Mannschaft. 1978/79 erzielte er fünf Tore und fehlte nur bei einem Oberligaspiel. Nach dieser Saison musste Böhlen die Oberliga wieder verlassen und entwickelte sich für die nächsten Spielzeiten zur Fahrstuhlmannschaft mit jährlichem Wechsel zwischen Liga und Oberliga. Bis 1983 war Hubert beständig als Stürmer Stammspieler und schaffte es in den vier Spielzeiten, nur ein Punktspiel zu versäumen. Von den 16 Aufstiegsspielen bestritt er 14 Partien und war in jeder Saison mit insgesamt 20 Treffern weiterhin ein zuverlässiger Torschütze. Seine letzte Saison im DDR-weiten Ligenbetrieb verbrachte Hubert 1983/84 mit Chemie Böhlen in der DDR-Liga. Er wurde noch einmal in zehn von 22 Punktspielen aufgeboten und schoss vier Tore. Als 32-Jähriger beendete er anschließend seine Laufbahn als Leistungsfußballer, nachdem er zwischen 1970 und 1984 133 Oberligaspiele (21 Tore), 92 DDR-Liga-Spiele (34 Tore) sowie 24 Oberliga-Aufstiegsspiele (10 Tore) absolviert hatte.